# Episodi di Extant (seconda stagione)
La seconda ed ultima stagione della serie televisiva Extant, composta da 13 episodi, è stata trasmessa negli Stati Uniti dall'emittente CBS dal 1º luglio al 9 settembre 2015.
In Italia, la stagione è stata resa disponibile su TIMvision il 4 dicembre 2016. In chiaro, è andata in onda dal 20 al 27 giugno 2017 su Rai 3.
| nº | Titolo originale              | Titolo italiano        | Prima TV USA     | Prima TV Italia |
| -- | ----------------------------- | ---------------------- | ---------------- | --------------- |
| 1  | Change Scenario               | Cambio scenario        | 1º luglio 2015   | 4 dicembre 2016 |
| 2  | Morphoses                     | Metamorfosi            | 8 luglio 2015    | 4 dicembre 2016 |
| 3  | Empathy for the Devil         | Vi presento Lucy       | 15 luglio 2015   | 4 dicembre 2016 |
| 4  | Cracking the Code             | Decifrare il codice    | 22 luglio 2015   | 4 dicembre 2016 |
| 5  | The New Frontier              | La nuova frontiera     | 29 luglio 2015   | 4 dicembre 2016 |
| 6  | You Say You Want an Evolution | Sei tu la mia famiglia | 5 agosto 2015    | 4 dicembre 2016 |
| 7  | The Other                     | Mutamenti              | 5 agosto 2015    | 4 dicembre 2016 |
| 8  | Arms and the Humanich         | Contaminazione         | 12 agosto 2015   | 4 dicembre 2016 |
| 9  | The Other Side                | Niente è per caso      | 19 agosto 2015   | 4 dicembre 2016 |
| 10 | Don't Shoot the Messenger     | Messaggio dal passato  | 26 agosto 2015   | 4 dicembre 2016 |
| 11 | Zugzwang                      | Zugzwang               | 2 settembre 2015 | 4 dicembre 2016 |
| 12 | Double Vision                 | One Euclid             | 9 settembre 2015 | 4 dicembre 2016 |
| 13 | The Greater Good              | Libertà                | 9 settembre 2015 | 4 dicembre 2016 |